# Stefan Pacek
Stefan Pacek (ur. 25 listopada 1938 w Parysowie) – polski felietonista i autor aforyzmów. W 1976 r. uzyskał stopień doktora nauk humanistycznych. Jego felietony były emitowane na antenie niezależnej nowozelandzkiej rozgłośni radiowej Polska Fala.

## Wybrane publikacje
- Myśli, Wyd. Tower Press
- Aktywność Samopoznawcza Studentów, PWN 1982
- Samodoskonalenie Pedagogiczne Przyszłych Nauczycieli, PWN 1988